# 喬治·沙夫勒
喬治·沙夫勒（英語：George Shuffler，1925年4月15日—2014年4月7日），是一名美国兰草音乐吉他手。他在1946年开始职业生涯，并与贝利兄弟、斯坦利兄弟、拉尔夫·史坦利。在2007年，他获得北卡罗莱纳遗产奖。2011年，当选國際藍草音樂名人堂成員。
2014年4月7日，他去世于北卡罗来纳州，享年88岁。